# هین ولنس
هنریک یوآن یوست ولِـنس (هلندی: Henrick Joan Joost Wellens؛ ‏ ۱۳ نوامبر ۱۹۳۵ – ۹ ژوئن ۲۰۲۰) پزشک متخصص کاردیولوژی اهل پادشاهی هلند بود که یکی از بنیانگذاران الکتروفیزیولوژی بالینی قلب در نظر گرفته می‌شود - شاخه‌ای از تخصصِ قلب که پزشکان را قادر می‌سازد تا در بیماران مبتلا به آریتمی قلب به نقشه‌برداری قلب و قطع شاخه عصبی مختل با یک الکترود کاتتر بپردازند. وی مدرس دوره‌های پیشرفته الکتروفیزیولوژی قلب بود.
متخصصان قلب اروپا هین ولنس را «غول ماستریخت» می‌نامیدند و او سال‌ها با دانشکده پزشکی دانشگاه لیمبورگ در ماستریخت هلند همکاری می‌کرد. در بخش قلب او، بسیاری از الکتروفیزیولوژیست‌های بالینی قلب آینده زیر نظر او از سال ۱۹۷۶ تا زمان بازنشستگی‌اش در سال ۲۰۰۲ آموزش دیدند.
وی پزشکی داخلی را در دانشگاه لیدن و تخصص کاردیولوژی را در دانشگاه آمستردام به اتمام رساند. او در دههٔ ۱۹۶۰ با استفاده از کاتتریزاسیون قلبی موفق به کشف مکانیسم آریتمی در سندرم ولف پارکینسون وایت و سایر انواع تاکیکاردی‌های فوق‌بطنی و تاکی‌کاردی بطنی شد. پژوهش‌های او مبنایی برای رویکردهای جدید جراحی و ضربان‌سازی برای درمان آریتمی‌های قلبی بود که به «الکتروفیزیولوژی قلب» مشهور شد. او در سال ۱۹۹۰ به عضویت «آکادمی سلطنتی هنر و علوم هلند» درآمد.